# Claude Hubert Bazoche
Claude Hubert Bazoche est un homme politique français né le 22 janvier 1748 à Saint-Mihiel (Meuse) et mort le 6 février 1812 au même lieu.

## Biographie
Avocat du roi au bailliage de Saint-Mihiel en 1768, il est adjoint de son père au poste de subdélégué en 1778, puis le remplace à son décès en 1781. Il est procureur syndic de l'assemblée provinciale de Lorraine en 1788. 
Il est député du tiers état aux états généraux de 1789 pour le bailliage de Bar-le-Duc et siège avec les modérés. En octobre 1791, il est président du tribunal du district de Saint-Mihiel. Réélu à la Convention, il vote pour la détention de Louis XVI. Il passe au Conseil des Anciens le 21 vendémiaire an IV. Rallié au coup d'État du 18 Brumaire, il siège au corps législatif jusqu'à son décès.

## Sources
- « Claude Hubert Bazoche », dans Adolphe Robert et Gaston Cougny, Dictionnaire des parlementaires français, Edgar Bourloton, 1889-1891 [détail de l’édition]
- Ressource relative à la vie publique :   - Base Sycomore